# Los Secretos
Los Secretos est un groupe de pop et rock espagnol, originaire de Madrid. Le groupe a développé sa carrière depuis 1978 (sous le nom de Tos). Ils ont été habituellement liés à la movida madrileña, réalisant même des documentaires pour la chaîne de télévision RTVE qui disent que celle-ci a commencé avec le célèbre Concierto homenaje a Canito, diffusé par l'émission Popgrama de La 2, bien qu'ils aient toujours préféré s'identifier aux groupes qui ont émergé sous l'influence de la new wave britannique.

## Histoire

### Tos (1978—1979)
En 1978, les frères Urquijo (Javier, guitare, Enrique, basse et chant, et Álvaro, guitare) s'associent au batteur, compositeur et chanteur José Enrique Cano pour former le groupe Tos. Dès les premiers jours, ils participent à l'explosion de créativité de la scène musicale madrilène, tout en conservant leurs influences des grands groupes américains de country rock. En 1979, ils enregistrent six démos qui seront rassemblées dans l'EP Tos, dont Snoopy et Olga y Máquinas, ainsi que les premières versions de Déjame et Me aburro. La veille du Nouvel An 1979, un accident de la route cause la mort de Canito, mettant fin à la première phase du groupe.

### Débuts (1980—1985)
En février 1980, un concert en hommage à Canito est organisé à la Escuela de Ingenieros de Caminos de Madrid, auquel participent, outre les autres membres de Tos, plusieurs groupes de la nouvelle vague madrilène, connue plus tard sous le nom de La Movida.
Les frères Urquijo décident de continuer, maintenant avec le batteur Pedro Antonio Díaz (également compositeur et chanteur), et changent le nom du groupe en Los Secretos. Sous ce nouveau nom, ils signent avec Polydor et enregistrent un EP de quatre chansons, réalisé en 25 heures seulement dans les studios Eurosonic de Madrid. C'est un avant-goût de leur premier album, Los Secretos, qui sort en juin 1981 et qui a également été enregistré à Eurosonic avec Mike Cooper comme ingénieur du son. Sur cet album, qui comprend des chansons comme Déjame, Ojos de perdida et Sobre un vidrio mojado (la seule version du disque, originellement par Kano y los Bulldogs), la production de Juan Luis Izaguirre permet d'obtenir un son clair qui sera caractéristique des premières années du groupe. Des guitares à douze cordes ont été utilisées, comme la fameuse Hofner 457 sur la pochette du disque, un harmonisateur Eventide pour rendre le chorus compact, la batterie de Pedro, et des lignes de basse d'Enrique ont enrichi l'ensemble. Il s'agit de l'un des albums les plus importants de la nouvelle vague et d'un disque de référence dans l'histoire du rock en espagnol.
Au cours des années suivantes, Los Secretos sortent deux nouveaux albums, Todo sigue igual (1982), avec des chansons comme la chanson titre, Problemas o Ráfagas, et Algo más (1983), qui comprend Hoy no et No me imagino. Ce sont des années difficiles pour le groupe, qui ne reçoit pratiquement aucune promotion de la part du label, passe la plupart de son temps sur la route et connaît ses premières expériences négatives avec les drogues. En mai 1984, le batteur du groupe, Pedro Antonio Díaz, meurt dans un accident de la route sur la N-II, alors qu'il se rendait à Madrid.

### Refondation et stabilité (1986—1998)
Enrique décide de refonder le groupe en 1986, cette fois avec une orientation plus country et sans la présence de Javier. Dans cette nouvelle étape, Enrique se consacre exclusivement au chant et abandonne la basse, laissant Álvaro s'occuper des guitares. En 1986, ils sortent le mini-album El Primer cruce, avec la participation de Ramón Arroyo aux guitares, ainsi que Nacho Lles à la basse et Steve Jordan à la batterie.
En 1987, ils sortent Continuará, un album avec des chansons de styles différents, dont une reprise de Por el túnel de Joaquín Sabina, ainsi que ce qui deviendra l'un des grands classiques du groupe, Buena chica, signé par les deux frères. En 1988 paraît le premier album live de Los Secretos (simplement intitulé Directo), dans lequel, aux côtés d'Enrique, Álvaro, Ramón Arroyo, Nacho Lles et Steve Jordan, Jesús Redondo participe aux claviers ; ils bénéficient également de la collaboration de José María Granados (du groupe Mamá), Javier Teixidor (de Mermelada) et Joaquín Sabina. Directo est le premier disque d'or de Los Secretos.
Les albums Continuará et Directo souffrent d'une mauvaise production, qui se traduit par un son plat avec peu de différenciation entre les instruments et les voix. Pour cette raison, aucune des chansons de ces albums n'a été récupérée pour l'album Grandes éxitos sorti en 1996 (bien que Buena chica ait été incluse dans une version live enregistrée la même année). Grandes éxitos II sorti en 1999 reprendra plusieurs chansons de ces deux albums remixées pour l'occasion. Puis, 1989 est l'année de la sortie de La Calle del olvido. Pour cet album, le groupe compte à nouveau sur la participation de Jesús Redondo aux claviers, complétant ainsi la formation de base du groupe : Enrique, Álvaro, Ramón Arroyo et Jesús Redondo. Nacho Lles quitte le groupe pendant l'enregistrement de l'album et Steve Jordan quitte le groupe à la fin de l'enregistrement.
Les albums suivants sont Adiós tristeza en 1991, et Cambio de planes en 1993. Dans les deux cas, comme dans La Calle del olvido, ils incluent la production de Joaquín Torres, qui, avec l'équilibre de composition et d'interprétation entre Enrique et Álvaro, donne au groupe un son caractéristique, une stabilité artistique et un succès commercial relatif, bien que sans énormes chiffres de vente. La chanson Ojos de gata, coécrite avec Joaquín Sabina, se distingue dans ce dernier cas. C'est au cours de ces années qu'Enrique monte son projet parallèle, Los Problemas, un groupe avec lequel il se produit dans de petites salles et visite d'autres styles musicaux. En 1993 sort son premier album, Enrique Urquijo y Los Problemas, qui comprend de nouvelles chansons d'Enrique, ainsi que des reprises de chansons de Los Secretos et d'autres groupes et artistes tels que Nacha Pop, Radio Futura et Alaska y Los Pegamoides.
Dos caras distintas, sorti en 1995, est le premier album de Los Secretos enregistré hors d'Espagne, plus précisément en Angleterre, sous la direction du producteur expérimenté Mike Vernon (qui a travaillé avec, entre autres, Ten Years After, David Bowie, Eric Clapton ou Fleetwood Mac). Cet album a été réalisé avec des musiciens de studio britanniques à la basse et à la batterie. En 1996, Los Secretos sortent une compilation en format standard (Grandes éxitos) et un coffret de compilation en format de luxe (La Historia de Los Secretos) qui comprenait trois disques avec des morceaux de la discographie officielle et plusieurs titres inédits. Pour ces compilations et en dédicace à sa fille María, la chanson Agárrate a mí, María a été enregistrée, une adaptation d'une chanson écrite par Warren Zevon appelée Carmelita, dont la reprise de Linda Ronstadt est devenue très populaire à la fin des années 1970. Grandes éxitos a été un énorme succès pour Los Secretos, avec 450 000 exemplaires vendus, et a donné lieu à une longue tournée en 1997.
L'année 1998 est une année de repos pour le groupe, les membres se concentrant sur leurs projets individuels. Ainsi, cette année voit la sortie de l'album solo d'Álvaro, Álvaro Urquijo, ainsi que du deuxième album d'Enrique Urquijo y Los Problemas, Desde que no nos vemos.

### Décès d'Enrique etA tu lado(1999—2001)
En 1999, Los Secretos préparent la sortie d'une deuxième compilation, Grandes éxitos : Vol. 2. Le décès d'Enrique dans la nuit du 17 novembre 1999 (précisément la veille de la sortie de l'album) est un coup dur pour le groupe, dont l'avenir semble incertain.
En 2000, Álvaro, Ramón et Jesús organisent l'enregistrement d'un album hommage à Enrique, A tu lado: un homenaje a Enrique Urquijo, dans lequel sont enregistrées ses chansons, interprétées par les trois autres membres du groupe, accompagnés de nombreux artistes amis d'Enrique (Javier Urquijo, Carlos Goñi, Antonio Vega, Carlos Tarque, Ariel Rot, Celtas Cortos, Cómplices, Cristina Lliso, Javier Álvarez, David Summers, José María Granados, Luz Casal, Manolo Tena, Miguel Ríos, Mikel Erentxun, Nacho Campillo et Pau Donés),. A tu lado comprend également la dernière chanson enregistrée par Enrique, Hoy la vi, qu'il avait laissée comme démo et qui a été arrangée et éditée pour cet album.
Après la sortie de A tu lado, Los Secretos effectuent une tournée au cours de laquelle plusieurs des artistes invités sur l'album ont partagé la scène avec le groupe.

### Retour avec Álvaro à la barre (2002—2006)
Malgré les doutes sur leur avenir, Los Secretos continuent à jouer et à enregistrer ensemble pour l'album et la tournée d'hommage à Enrique. En 2002, ils retournent en studio pour sortir le premier album de la période dirigée par Álvaro Urquijo (Solo para escuchar). Cet album comprend une chanson en collaboration avec Jackson Browne, qui avait déjà enregistré avec Enrique. En 2003, Los Secretos ont enregistré un nouvel album live (Con cierto sentido), cette fois dans un format plus acoustique, accompagné d'un orchestre à cordes et avec une production soignée. Con cierto sentido est également sorti en DVD.
Le groupe retourne en studio en 2006 pour sortir son douzième album studio, Una y mil veces.

### 30 añoset autres albums (2007—2014)

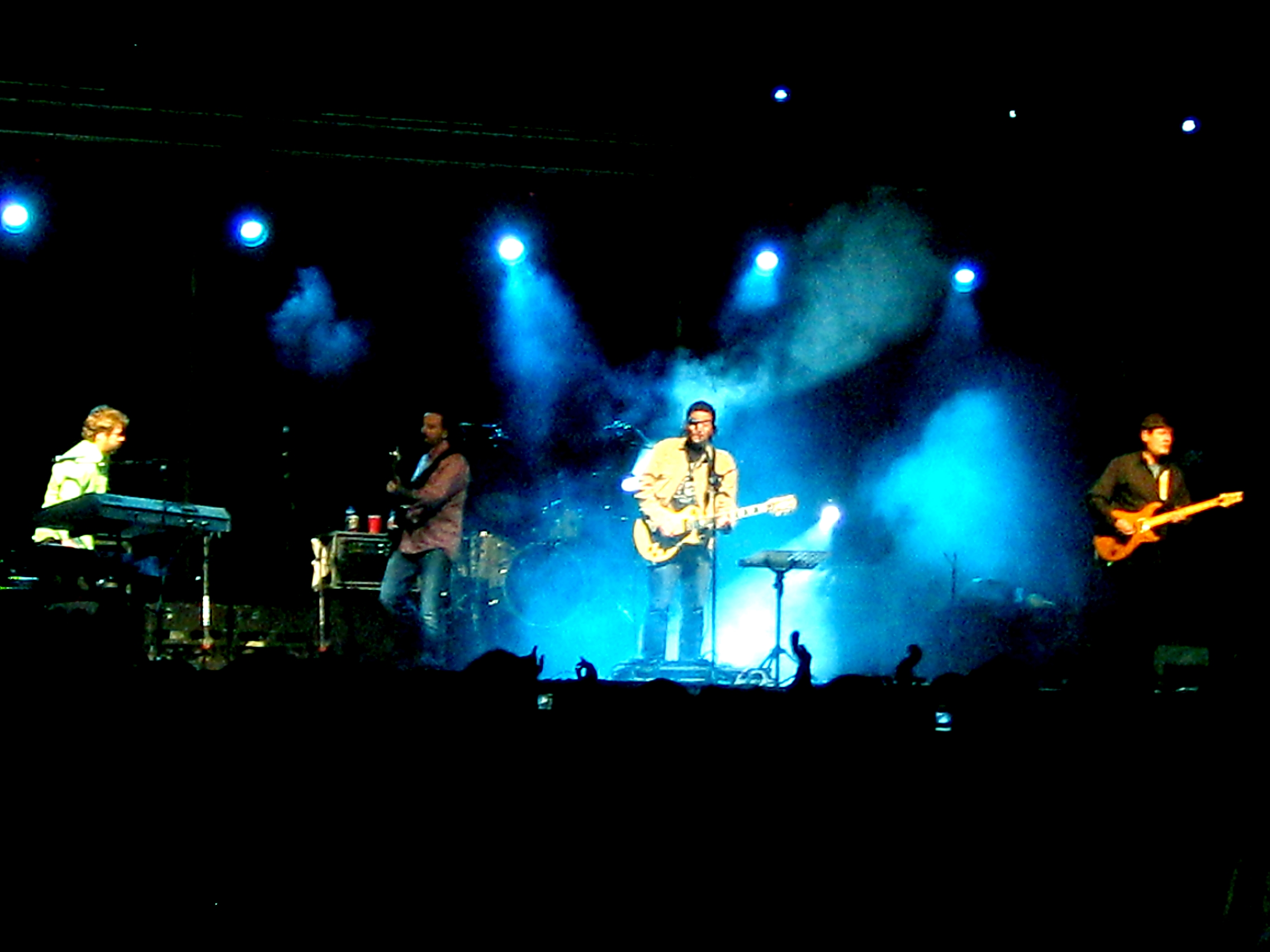
Los Secretos sur la Plaza de España de Palma de Majorque en février 2009.

En 2007, 30 ans après leurs débuts sous le nom de Tos, Los Secretos sortent un nouveau coffret de compilation (30 años), qui comprend deux CD avec d'anciens et de nouveaux morceaux, un livret avec leur discographie et une courte biographie du groupe, et deux DVD contenant des clips vidéo et des morceaux provenant des archives de TVE.
Le 10 octobre 2008, Los Secretos célèbrent leur 30e anniversaire en jouant pour la première fois aux arènes de Las Ventas à Madrid. Ce concert, auquel participent de nombreux invités (Miguel Ríos, José María Granados, Conchita, Fito Cabrales y Carlos Raya, Manolo García, Joaquín Sabina, David Summers et Amaral), est publié la même année dans un coffret de deux CD et deux DVD (Gracias por elegirme - Las Ventas 10 de octubre de 2008), qui comprend également la nouvelle chanson No, no, no, no, no dans sa version studio. En 2009, ils entament une tournée pour promouvoir Gracias por elegirme, qui culmine le 18 décembre avec un concert au Palacio de los Deportes de Madrid, avec Mamá comme groupe invité.
Au printemps 2011, Los Secretos se lancent dans la Gira cosecha où ils présentent deux chansons de leur nouvel album, une reprise du groupe The Cages, Lágrimas sin nombre, et Trenes Perdidos. Fin juin et juillet 2011, ils enregistrent l'album En este mundo raro au studio El cortijo de Malaga, dont le single sera le même que celui qui donne son nom à l'album. L'album sort le 20 septembre avec des compositions de Chema Vargas, José María Granados et Isabel Penalba. Dans le cadre de la tournée, ils donnent le 10 décembre un concert au Teatro Real de Madrid, avec la collaboration du Joven Orquesta de la Universidad de Valladolid (JOUVa), dont les bénéfices sont reversés à la Fundación Special Olympics España.
Le 19 avril 2013, Los Secretos entament leur dernière tournée, Déjame estar a tu lado, dans 14 villes espagnoles. Le son est moins acoustique que lors de la tournée précédente et les salles sont plus petites. Une tournée de leurs chansons les plus importantes au cours de leurs 35 ans de carrière musicale. En outre, en 2013, Los Secretos donnent leur voix à la chanson Cuéntame, le générique de la célèbre série télévisée homonyme. Elle a été jouée au début de chaque épisode de la saison diffusée en 2014, ainsi que dans la saison suivante diffusée en 2015.

### Algo prestado(2015—2020)
Le 11 mai 2015, Los Secretos présentent un nouvel album et une tournée, Algo prestado, dans 16 villes espagnoles. Conçu à l'origine comme un double album, avec une partie consacrée aux reprises et l'autre aux chansons originales, seul l'album de reprises sort finalement en raison de problèmes pour obtenir les droits des chansons reprises après plus de deux ans de travail sur les adaptations.
Il s'agit d'un hommage aux auteurs et aux chansons qui les ont inspirés tout au long de leur carrière, tels que Graham Parker, Peter Gabriel, Nick Lowe, Gram Parsons, Foreigner, Ry Cooder et Ron Sexsmith, dont les chansons ont été adaptées en espagnol par Los Secretos, à l'exception de Sentémonos a hablar d'Isabel Penalba. Cet album représente une nouvelle étape dans la carrière de Los Secretos, où leur son est consolidé et avec lequel ils ont l'intention de se faire plus largement connaître sur le marché latino-américain. En 2019, le groupe sort Mi paraíso.

### Depuis 2021
La biographie officielle de Los Secretos est rassemblée dans un livre, écrit par Álvaro, qui sera publié le 17 novembre 2021.

## Discographie

### Albums studio
- 1980 : Los Secretos (EP)
- 1981 : Los Secretos (Polydor)
- 1982 : Todo sigue igual (Polydor)
- 1983 : Algo más (Polydor)
- 1986 : El primer cruce (Twins)
- 1987 : Continuará (Twins)
- 1989 : La calle del olvido (Twins)
- 1991 : Adiós tristeza (Twins)
- 1993 : Cambio de planes (Dro)
- 1995 : Dos caras distintas (Dro)
- 2002 : Sólo para escuchar (Dro)
- 2006 : Una y mil veces (Dro)
- 2011 : En este mundo raro
- 2015 : Algo prestado
- 2019 : Mi paraíso

### Albums live
- 1988 : Directo (Twins)
- 2003 : Con cierto sentido (Dro)
- 2008 : Gracias por elegirme (Las Ventas, 10 octobre 2008 - Dro)
- 2012 : Sinfónico (Teatro Real, 10 décembre 2011 - Warner Music)
- 2021 : Desde que no nos vemos (concert hommage à Enrique Urquijo célébré le 17 novembre 2019 au WiZink Center de Madrid)

### Compilations
- 1985 : Lo Mejor
- 1996 : La Historia de Los Secretos
- 1996 : Grandes éxitos
- 1999 : Grandes éxitos II
- 2000 : A tu lado - Un homenaje a Enrique Urquijo
- 2001 : Grandes éxitos, ed. revisada y remasterizada
- 2007 : 30 años
- 2017 : Una vida a tu lado (4 CD + 1 DVD)

### Singles
- 1980 : Déjame / Niño mimado (Polydor)
- 1981 : Todo sigue igual (Polydor)
- 1981 : Ojos de perdida (Polydor)
- 1981 : Sobre un vidrio mojado / Me siento mejor
- 1982 : Problemas (Polydor)
- 1983 : Hoy no (Polydor)
- 1983 : No me imagino (Polydor)
- 1986 : Quiero beber hasta perder el control (Producciones Twins)
- 1986 : El Primer cruce (Producciones Twins)
- 1987 : Buena chica / Ella me dijo (Producciones Twins)
- 1987 : Por El Tunel (Producciones Twins)
- 1988 : Sin Dirección (Producciones Twins)
- 1988 : No sé si se acuerda (Producciones Twins)
- 1988 : Volver a ser un niño (Producciones Twins)
- 1988 : Nada mas (Producciones Twins)
- 1989 : No vuelvas nunca más (Producciones Twins)
- 1989 : Que solo estás (Producciones Twins)
- 1989 : Si te vas (Producciones Twins)
- 1990 : Soy como dos (Producciones Twins)
- 1990 : Culpable (Producciones Twins)
- 1990 : La Calle del Olvido (Producciones Twins)
- 1991 : El Hotel del amor (Producciones Twins)
- 1992 : Bailando en el Desván (DRO)
- 1992 : Buscando (DRO)
- 1992 : Ojos de gata (DRO)
- 1993 : He perdido el tiempo (DRO)
- 1996 : Agárrate a mí, María (DRO)
- 1996 : Soy como dos (DRO)
- 1999 : Volver a ser un niño (DRO)
- 2000 : Hoy la vi (DRO)
- 2003 : Años atrás (DRO)